# San Juan de Plan
San Juan de Plan ( San Chuan de Plan en chistabino) est une commune de la comarque de Sobrarbe, dans la province de Huesca, dans la communauté autonome d'Aragon en Espagne. Ce village se trouve dans les Pyrénées aragonaises. En 2009, San Juan de Plan avait 153 habitants. La superficie est de 55,5 km2, ce qui fait une dentité 2,8 habitants/km2, densité inférieure à la densité de Sobrarbe.

## Géographie
Localisation:
San Juan est situé à 1120 m et se blottit contre le versant nord de la montagne qui mène vers Chistén (aragonais) ou Gistaín (espagnol). Il adapte ses rues en pente et ses maisons plus que centenaires au relief abrupte.